# James Lovell
James Arthur Lovell (født 25. marts 1928 i Cleveland, Ohio, død 7. august 2025) var en amerikansk astronaut. Han er mest kendt i forbindelse med Apollo 13 missionen i 1970, der skulle have været til Månen, men i stedet blev en redningsmission, fordi en tank eksploderede. Han forfattede en bog om Apollo 13 missionen, som i 1995 blev filmatiseret med Tom Hanks i hovedrollen som James Lovell.
- Lovell var substitut for Neil Armstrong på Apollo 11 missionen.
- Indtil Skylab-programmet (1973) havde Lovell rekorden på 715 timer i rummet.
- Efter astronautkarrieren havde han flere direktørstillinger og bestyrelsesposter.

## Ungdom og uddannelse
Lovells mor var tjekkisk. Lovells familie flyttede til Milwaukee, Wisconsin, hvor han bestod eksamen på Juneau High School og blev en Eagle Scout. 
Hans far døde i en bilulykke, da Lovell var ung, og i omkring 2 år boede Lovell hos en slægtning i Terre Haute, Indiana.
Som dreng interesserede han sig for raketter og for at bygge modelfly.
I 1952 giftede han sig med Marylin Gerlach, med hvem han fik fire børn: Barbara (født 1953), James (1955), Susan (1958) og Jeffrey (1966).
- Mission Control Center under Apollo 13
- Apollo 13 astronauterne Fred Haise, John Swigert og James Lovell ombord på USS Iwo Jima
- Apollo 13 kommandomodul reddet efter nedstigningen.